# Wilhelm von Biela
Baron Wilhelm von Biela (Roßla, 19 maart 1782 - Venetië (stad), 18 februari 1856) was een Duits-Oostenrijks legerofficier en amateur-astronoom.
Hij was een kapitein in het Oostenrijks leger waarmee hij deelnam aan de veldtochten tegen Napoleon tussen 1805 en 1809.
Als amateur-astronoom hield hij zich bezig met het berekenen van banen van kometen. Daarnaast observeerde hij ook zonnevlekken.
Hij ontdekte een aantal kometen die ook anderen reeds gevonden hadden maar ook de komeet die zijn naam draagt 3D/Biela.
Naar hem werd ook de maankrater Biela en de planetoïde (2281) Biela genoemd.